# Carlos Quintana (pugile)
Carlos Quintana (Moca, 6 novembre 1976) è un pugile portoricano.
Soprannominato "El Indio", è stato campione mondiale WBO dei pesi welter.